# Telmatogeton simplicipes
Telmatogeton simplicipes är en tvåvingeart som beskrevs av Edwards 1931. Telmatogeton simplicipes ingår i släktet Telmatogeton och familjen fjädermyggor. Inga underarter finns listade i Catalogue of Life.